# Intercity Football League
La Intercity Football League (企業足球聯賽T) era organizzata dalla Federazione calcistica di Taipei Cinese (CTFA) ed era semi-professionistica.

## Storia
Il campionato venne fondato alla fine del 1982 mentre la prima edizione si disputò nel 1983 con il nome di National Men's First Division Football League (全國男子甲組足球聯賽T).
Mantenne questo nome fino al 2006, anno in cui la CTFA cambiò il nome del campionato in Enterprise Football League. Il Fubon Financial divenne lo sponsor principale, e per questo il campionato è anche conosciuto con il nome di Fubon Enterprise Football League (富邦企業足球聯賽T). Il numero di squadre partecipanti al campionato venne ridotto da otto a quattro. L'esclusione di squadre liceali e di collegio è stato un tentativo di rendere il campionato più professionistico. Nonostante tutto, attualmente ci sono solo due squadre semi-professionistiche partecipanti al campionato, Tatung e Taiwan Power Company.
Nel novembre 2007, la CTFA annunciò che non avrebbe organizzato ulteriori stagioni della Enterprise Football League dopo il 2009. Con l'Intercity Football League che ha sostituito l'Enterprise Football League diventando il campionato di massima divisione di Taiwan.
Nel 2017 viene sostituita dalla Premier League.

## Squadre 2015-2016
- Air Source Development
- Taiwan Power Co.
- Ming Chuan University
- NSTC
- NTUPES
- Royal Blues
- Taichung City Dragon
- Tatung

## Albo d'oro

### Enterprise Football League
- 1983 -  Flying Camel
- 1984 -  Flying Camel
- 1985 -  Flying Camel
- 1986 -  Taipei City Bank
- 1987 -  Taiwan Power Co.
- 1988 -  Flying Camel
- 1989 -  Taipei City Bank
- 1990 -  Taiwan Power Co.
- 1991 -  Taipei City Bank
- 1992 -  Taiwan Power Co.
- 1993 -  Flying Camel
- 1994 -  Taiwan Power Co.
- 1995 -  Taiwan Power Co.

- 1996 -  Taiwan Power Co.
- 1997 -  Taiwan Power Co.
- 1998 -  Taiwan Power Co.
- 1999 -  Taiwan Power Co.
- 2000-2001 -  Taiwan Power Co.
- 2001-2002 -  Taiwan Power Co.
- 2002-2003 -  Taiwan Power Co.
- 2004 -  Taiwan Power Co.
- 2005 -  Tatung
- 2006 -  Tatung
- 2007 -  Taiwan Power Co.
- 2008 -  Taiwan Power Co.

### Intercity Football League
| Stagione  | Campione         | Secondo              |
| --------- | ---------------- | -------------------- |
| 2007      | Tatung           | NSTC                 |
| 2008      | Taiwan Power Co. | NSTC                 |
| 2009      | NSTC             | Taiwan Power Co.     |
| 2010      | Taiwan Power Co. | NSTC                 |
| 2011      | Taiwan Power Co. | Tatung               |
| 2012      | Taiwan Power Co. | Tatung               |
| 2013      | Tatung           | Taiwan Power Co.     |
| 2014      | Taiwan Power Co. | Taichung City Dragon |
| 2015-2016 | Taiwan Power Co. | Tatung               |
| 2016-2017 | Non terminata    | Non terminata        |

## Titoli per squadra
| Squadra          | Titoli | 2° posti | Anni vittorie |
| ---------------- | ------ | -------- | --- |
| Taiwan Power Co. | 20     | 3        | 1987, 1990, 1992, 1994, 1995, 1996, 1997, 1998, 1999, 2000-01, 2001-02, 2002-03, 2004, 2007, 2008, 2008, 2010, 2011, 2012, 2014, 2015-2016 |
| Flying Camel     | 5      | 3        | 1983, 1984, 1985, 1988, 1993 |
| Tatung           | 4      | 9        | 2005, 2006, 2007, 2013 |
| Taipei City Bank | 3      | 5        | 1986, 1989, 1991 |
| NSTC (Lukuang)   | 1      | 3        | 2009 |